# Ruben Douglas
Ruben Enrique Douglas (ur. 30 października 1979 w Pasadenie, zm. 12 kwietnia 2024) – amerykański koszykarz, występujący na pozycjach rozgrywającego oraz rzucającego obrońcy, posiada także panamskie obywatelstwo.
Podczas rozgrywek letnich lig NBA reprezentował barwy Philadelphia 76ers (2003), Utah Jazz (2004), New York Knicks (2005), Phoenix Suns (2006).

## Osiągnięcia
Na podstawie, o ile zaznaczono inaczej.
NCAA
- Uczestnik turnieju NCAA (1999*)
- Koszykarz roku konferencji Mountain West (MWC – 2003)[6]
- Zaliczony do:
  - I składu MWC (2002, 2003)
  - składu Honorable Mention All-American (2003 przez AP)
- Lider:
  - strzelców NCAA (2003)[7]
  - NCAA w liczbie celnych rzutów wolnych (253 – 2003)
  - konferencji MWC w liczbie:
    - oddanych rzutów z gry (549 – 2003)
    - celnych (94) i oddanych (238) rzutów za 3 punkty (2003)
    - celnych (253) i oddanych (301) rzutów za wolnych (2003)

Drużynowe
- Mistrz:
  - Eurocup (2006)
  - Włoch (2005)

Indywidualne
- MVP finałów Eurocup (2006)
- Uczestnik meczu gwiazd ligi:
  - greckiej (2004)
  - włoskiej (2005)

Reprezentacja
- Uczestnik mistrzostw świata (2006 – 23. miejsce)

(*) – NCAA anulowała wyniki zespołu